# Torneio Brasileiro de Seleções de Showbol de 2011
O Torneio Brasileiro de Seleções de Showbol de 2011 foi a primeira edição do torneio, realizada pela Showbol Brasil.

## Semifinais
Partidas:
| 3 de junho de 2011 18:30 | Rio de Janeiro | 9 x 8 | Ceará | Macaé |
|                          |                |       |       |       |

| 3 de junho de 2011 19:30 | Pernambuco | 6 x 11 | São Paulo | Macaé |
|                          |            |        |           |       |

## Decisão do Terceiro Lugar
| 5 de junho de 2011 12:30 | Pernambuco | 6 x 5 | Ceará | Macaé |
|                          |            |       |       |       |

## Final
| 5 de junho de 2011 13:30 | Rio de Janeiro | 9 x 6 | São Paulo | Macaé |
|                          |                |       |           |       |

| Torneio Brasileiro de Seleções de Showbol de 2011 |
| ------------------------------------------------- |
| Rio de Janeiro                                    |
| Rio de Janeiro Campeão (1º título)                |